# Tordahagymás
Tordahagymás románul: Plaiuri, falu Romániában, Erdélyben, Kolozs megyében.

## Fekvése
Tordától északnyugatra, a Hesdát-patak jobb oldali mellékvize mellett fekvő település.

## Története
Tordahagymás, Hagymás nevét 1381-ben említette először oklevél Hagymasmezew néven.
További névváltozatai: 1435-ben p. Hagymas, 1733:-ban Hagymás, 1750-ben Hasmas, 1733-ban Hagymás, 1750-ben Hasmas, 1808-ban Hagymás 1913-ban Tordahagymás.
1505-ben Bálint nevű kenézét is említették, ekkor Léta vár tartozéka volt.
A trianoni békeszerződés előtt Torda-Aranyos vármegye Alsójárai járásához tartozott.
1910-ben 506 lakosából 8 magyar, 498 román volt. Ebből 480 görögkatolikus, 20 görögkeleti ortodox volt.

## Források

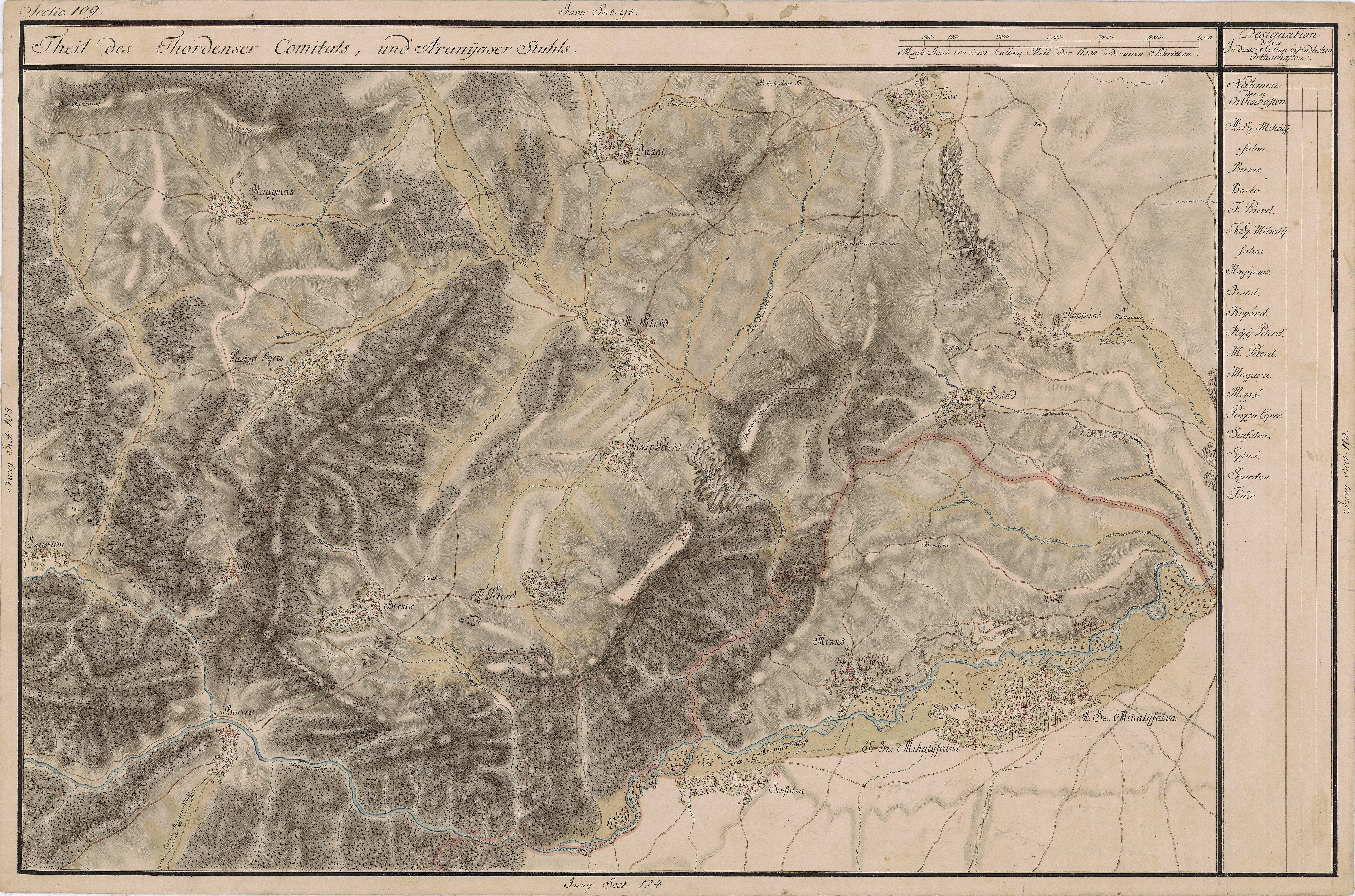
Tordahagymás egy régi térképen